# Definition (Musikproduzent)
Definition (bürgerlich Dimitri Schnider) ist ein Schweizer DJ, Musikproduzent und Labelbetreiber aus Zürich. Er veröffentlicht seitdem überwiegend bei den Labels Defected, Materialism und Stil vor Talent.
Laut eigenen Angaben wurde er bereits als Kind mit House-Musik beeinflusst, die sein Vater während des Autofahrens laufen ließ. Schnider begann im Jahr 2009 mit dem Produzieren von elektronischer Tanzmusik, überwiegend in den Genres Deep House und Tech House. 2011 gründete er mit Akin Oender das Label Definition:Music.
Schnider legt international auf, beispielsweise in Dubai und Berlin. Internationale Bekanntheit erlangte sein Label durch diverse Veröffentlichungen, die unter anderem die Charts des Branchenmagazin Resident Advisor erreichten.

## Diskografie (Auswahl)
EPs
- 2017: Falling (Definition:Music)
- 2019: Pure Love (Definition:Music)
- 2019: Memories (Hive Audio)

Singles
- 2014: Feel So High (Materialism)
- 2015: Progression (Straight Ahead Music)
- 2017: Tulipe Noir (mit Def:Play; Stil vor Talent)
- 2018: Monkey (mit Marcus Meinhardt)